# Endasys concavus
Endasys concavus är en stekelart som beskrevs av Luhman 1990. Endasys concavus ingår i släktet Endasys och familjen brokparasitsteklar. Inga underarter finns listade i Catalogue of Life.